# Deborah Mayo
Deborah G. Mayo – amerykańska filozofka zajmująca się statystyką i filozofią nauki. Jest obecnie emerytowanym profesorem Virginia Tech i profesorem gościnnym London School of Economics. Jest znana jako orędowniczka metod wnioskowania częstościowego w statystyce; kładzie nacisk na fundamentalną dla metody naukowej rolę „surowego” testowania hipotez, oraz funkcjonalnego podejścia do błędów, odwołując się bezpośrednio do popperyzmu.

## Życiorys

### Wczesne życie i wykształcenie
Studiowała matematykę i filozofię na Uniwersytecie Clarka (BA 1974 cum laude), oraz filozofię na Uniwersytecie Pensylwanii (Ph.D. 1979). Jej doktorat poświęcony był filozofii statystyki.

### Praca
Od 1979 pracuje na Virginia Tech, gdzie w 1997 uzyskała pełną profesurę. Opublikowała cztery książki; za wydaną w 1996 Error and the Growth of Experimental Knowledge została uhonorowana Nagrodą Lakatosa.
Zasiadała w redakcjach m.in. Philosophy of Science. Jest członkinią m.in. Amerykańskiego Towarzystwa Filozoficznego, Amerykańskiego Towarzystwa Statystycznego, i American Association for the Advancement of Science.

## Książki
- Acceptable Evidence: Science and Values in Risk Management, (red. z R.D. Hollanderem), Oxford University Press, 1994
- Error and the Growth of Experimental Knowledge, University of Chicago Press, 1996.
- Error and Inference: Recent Exchanges on Experimental Reasoning, Reliability, and the Objectivity and Rationality of Science, Cambridge University Press, 2010
- Statistical Inference as Severe Testing: How to Get Beyond the Statistics Wars, Cambridge University Press, 2018 ISBN 978-1107664647